# Gilman Low
Gilman Low foi um fisiculturista americano, homem forte e promotor do vegetarianismo.

## Biografia
Low era um fisiculturista em Nova York. Ele foi um dos poucos culturistas físicos a defender as propriedades de construção muscular do vegetarianismo. No início do século 20, foi relatado que Low treinava para seus feitos de levantamento de peso comendo uma refeição leve por dia. Ele também experimentou jejuns de sete a quinze dias. Low afirmou que aumentou a força durante os jejuns. O médico osteopata Irving James Eales se interessou pelo jejum e pelos feitos de Low. Ele documentou os jejuns de Low em seu livro Healthology, publicado em 1907.
Em 1903, Low demonstrou um levantamento de um milhão de libras na frente de testemunhas no ginásio do homem forte Anthony Barker. O levantamento de um milhão de libras foi originalmente proposto por Bernarr Macfadden para Low no início de 1902. Macfadden disse a Low que se ele pudesse levantar 1.000 libras 1.000 vezes o mais rápido possível, faria um levantamento de um milhão de libras e, se bem sucedido, ele publicaria os resultados em sua revista Physical Culture. Low estabeleceu um recorde mundial ao levantar 1,6 milhão de libras em um período de trinta e cinco minutos. Sua dieta vegetariana em treinamento por dois meses consistia em cereais, ovos, frutas, leite, nozes, pão integral e muita água destilada. Os resultados foram publicados na Physical Culture, em 1903.
Low contribuiu com artigos para a Physical Culture de Bernarr Macfadden. Ele também era um ilustrador talentoso.
Low foi descrito como um rival de Eugen Sandow.